# 너를 줍다
너를 줍다는 2023년에 개봉한 대한민국의 영화이다.

## 줄거리
사랑에 치이고 상처가 깊은 지수. 쓰레기를 보면 그 사람의 진짜 모습을 볼 수 있다고 믿는다. 그 날도 새로운 쓰레기를 찾던 지수는 최선을 다해 깔끔히 버려진 쓰레기를 발견한다. 바로 옆집 남자 우재의 쓰레기. 지수는 그가 궁금해졌고, 쓰레기 안의 정보를 토대로 그에게 접근하는 데 성공한다. 우재와의 만남이 거듭되면서 그의 자상함 안에 깃든 상처를 본 지수. 그녀는 점차 그에게 마음이 열린다. 어느 날, 느닷없이 들이닥친 우재의 옛 연인 세라. 지수에게 큰 상처를 주고 사라지고 지수는 다시금 마음을 닫아버린다. 우재는 그런 그녀 때문에 고민이 깊어진다.

## 등장인물
- 김재경 : 한지수 역
- 현우 : 강우재 역
- 김률하 : 윤세라 역
- 서윤지 : 해리 역
- 김종구 : 경비 역 (우정출연)
- 강말금 : 출판사 대표 역 (우정출연)
- 김재록 : 허민호 고객 목소리 역 (우정출연)